# コロンジュ・ベルリヴ

コロンジュ・ベルリヴの紋章

コロンジュ・ベルリヴ（Collonge-Bellerive）はスイス連邦・ジュネーヴ州のレマン湖左岸に位置する基礎自治体（コミューン）。ジュネーヴ州のシュレ、コロニー、コルジエ、メイニエのコミューンに囲まれている。
ヴェゼナ（Vesénaz）の町近く、レマン湖畔にある自然保護区ポワント＝ア＝ラ＝ビズ（La Pointe à la Bise）はスイスでも最古の自然保護区の一つで、16世紀以前からコロンジュ（Collonge）とヴェゼナの町の共有入会地（pâturages communs）であったため、貴重な自然が残ったとされている。

## データ
- 面積:6.11 km²
- 人口:7346人(2008年1月)